# Célestin Freinet

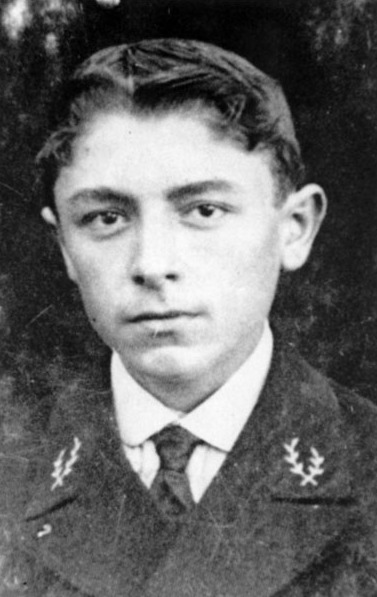
Célestin Freinet in 1914

Célestin Freinet (Gars, 15 oktober 1896 – Vence, 8 oktober 1966) was een Franse onderwijzer die, met collega's, een eigen pedagogie - het freinetonderwijs - heeft ontwikkeld op basis van zijn ervaringen in de dagelijkse praktijk met kinderen op gewone scholen. Met de leden van de Freinetbeweging bleef hij zoeken naar materiële en technische aanpassingen die ervoor zorgen dat de freinetpedagogiek voortdurend een moderne school oplevert.
Hij begint in 1913 aan een opleiding tot onderwijzer. Deze moet hij staken, omdat hij zwaargewond geraakt tijdens zijn militaire dienst gedurende de Eerste Wereldoorlog. Hij verblijft hierdoor lange tijd in sanatoria en leest de werken van Montaigne en Lenin. Hoewel zijn onderwijzersopleiding niet was voltooid en zijn lichamelijke toestand niet optimaal was, begint hij in 1920 les te geven aan een schooltje in Le Bar-sur-Loup in Zuid-Frankrijk. Hij merkt dat de leerlingen niet erg geïnteresseerd zijn in de leerstof, maar wel zeer enthousiast reageren als het over hun eigen leefwereld gaat. Freinet vindt daarom dat men niet moet vertrekken van het abstract intelligente, maar wel van het alledaagse leven van de leerlingen. Hij introduceert de drukpers in de scholen waardoor leerlingen de kracht van het geschreven woord inzien. Bovendien is dit een drukpers, een vorm van vrije meningsuiting. 
In 1926 trouwt hij met Élise en samen gaan ze in 1928 werken in een lagere school te Saint-Paul. De omstandigheden waarin de leerlingen moeten werken, zijn erbarmelijk en Freinet klopt aan bij de overheid voor meer financiële steun en materiaal. Freinet krijgt echter tegenstand van de rijkere klasse, en als hij in 1932 een voor die tijd uitzonderlijk pedagogisch congres organiseert, vindt men een manier om hem af te schilderen als een communistische spion. Hij wordt dan ook ontslagen in 1933 in het belang van het openbaar onderwijs. Freinet besluit om niet meer terug te keren naar het openbaar onderwijs en in 1935 begint hij samen met Élise een eigen school in Vence. Hier zullen ze blijven werken tot aan zijn dood in 1966.

## De openbare school in de tijd van Freinet
In 1919 hield de Société française de pédagogie, opgericht in 1914, haar eerste algemene vergadering in het Musée pédagogique.
De wet van 30 december 1921, bekend als de wet-Roustan, maakte het koppelen van leraren mogelijk.
Onder Paul Lapie, directeur van het lager onderwijs op het Ministerie van Onderwijs, werden de officiële instructies van 1923 aangenomen, die grotendeels gebaseerd waren op de instructies van 1887.
In april 1928 werd het Office des coopératives scolaires opgericht en erkend door het Ministerie van Onderwijs. In 1929 en 1930 zag dit bureau, omgedoopt tot OCCE, zijn roeping uitgebreid: zijn doel was niet alleen de oprichting van schoolcoöperaties aan te moedigen, maar ook het onderwijs in samenwerking op scholen op alle niveaus. In 1936 verleende het ministerie zijn beschermheerschap aan het OCCE.

## De pedagogiek van Freinet
Freinet leende het idee van samenwerking van Barthélemy Profit. Ondanks hun meningsverschillen over de reikwijdte van schoolcoöperaties, bleef de vriendschap tussen Freinet en Profit, die rond 1925 begon, hun leven lang bestaan.
Zijn idee om een drukpers in zijn klas te introduceren (1924) had tot doel de leerlingen aan te moedigen zich individueel of collectief uit te drukken en hen in staat te stellen zich het geschreven woord toe te eigenen door het zelf te produceren, en zo hun gevoel van eigenwaarde te ontwikkelen.
De Freinet-pedagogie is een originele pedagogie, ontwikkeld door Élise Freinet en Célestin Freinet, gebaseerd op de vrije expressie van kinderen; vrije tekst, vrij tekenen, correspondentie tussen scholen, drukwerk en leerlingenkrant, enz.
Freinet sprak van "Freinet-technieken", niet van methoden, omdat de technieken evolueerden. Hij beschreef ze in een boek getiteld Les techniques Freinet de l'école moderne (1964). Deze pedagogie maakt deel uit van de Nieuwe Onderwijsbeweging uit 1899, waarvan de verschillende stromingen (Ferrière, Édouard Claparède, Ovide Decroly, Roger Cousinet, enz.) uitwisselingen ontwikkelden via de Internationale Liga voor het Nieuwe Onderwijs dankzij de Zwitserse pedagoog Adolphe Ferrière uit 1921.
Guy Avanzini verklaarde in 1972 dat "het percentage Freinet-beoefenaars waarschijnlijk nooit 5% had bereikt". Henry Peyronie voegde daar in 1999 aan toe: "Het lijkt ons dat we dit aandeel vandaag de dag op 1 of 2% kunnen schatten.

### Uitwerking

#### Wandelklas (1922), "studie van de lokale omgeving".
In 1922 bezocht Freinet, toen leraar in Bar-sur-Loup (1920-1928), de school in Altona, een voorstad van Hamburg; daar zag hij onder leiding van Heinrich Siemss een school zonder gezag, zonder discipline, waar "schoolwandelingen" werden gemaakt en waar een overvloed aan gespecialiseerd schoolmateriaal was. Het kind is en moet ingebed zijn in de natuurlijke en sociale omgeving (tradities, mentaliteiten, sociale vereisten, met inbegrip van die van de schoolinstelling met haar programma's). Aan het begin van elke middag pakken de leerlingen hun potloden en leien en gaan ze op pad om hun omgeving te verkennen tijdens "schoolwandelingen". Terug op school schrijven ze hun indrukken in korte verslagen. Zij brengen bezoeken aan ambachtslieden. 

#### "Pedagogisch materialisme" (1922)
Freinet keerde terug uit Hamburg met de overtuiging dat er geschikt schoolmateriaal nodig was. Vandaar het belang van een specifieke locatie voor de school (dicht bij de natuur, met een moestuin, een fruittuin, een kweekruimte) en een inrichting (gemeenschappelijke ruimte voor collectief werk, gespecialiseerde werkplaatsen voor handwerk; timmeren, mechanisch spinnen, enz., gespecialiseerde werkplaatsen voor documentatie, expressie, experimenteren).

#### "Vrije expressie door drukwerk op school" (1924)
De pedagogie van Freinet is gebaseerd op een project, bijvoorbeeld een krant geproduceerd met een schooldrukpers.
De beweegbare tekens van de drukpers worden in elkaar gezet en vervolgens bedekt met inkt.
De eerste vernieuwing van Freinet was de vrije tekst die door de kinderen zelf werd gedrukt, dankzij conferenties en artikelen die werden gepubliceerd in de École émancipée, Clarté en Imprimerie à l'école. Een tekst wordt vrij geschreven, thuis of op school, individueel of collectief. Het wordt gekozen door de klas om afgedrukt te worden. Het wordt grammaticaal geanalyseerd en besproken vanuit het oogpunt van de interesses van de studenten die eruit naar voren komen. De vastgestelde vragen en problemen van historische, geografische of technische aard, enz. bieden de gelegenheid voor fysieke experimenten, workshopwerk en documentair onderzoek. De klas verdeelt de resulterende taken. Een dagboek wordt gebruikt om het werk dat later gedaan moet worden, suggesties voor bezoeken en vragen die het onderwerp kunnen zijn van correspondentie op school vast te leggen. Het vrije schrift wordt sterk gemotiveerd door "zijn majestueuze transcriptie in gedrukte vorm, zijn illustratie en zijn verspreiding".

#### Groepswerk
Freinet nam de door Roger Cousinet ontwikkelde groepspedagogiek over. Onder de door de kinderen gekozen activiteiten stelde Cousinet, in navolging van Tolstoj, het schrijven van kinderteksten voor, L'oiseau bleu (1920-1928). 

#### Schoolcoöperatie (1924)
Het idee kwam van Barthélemy Profit. Het gemeenschapsaspect is niet alleen een formele groepering op papier, met het oog op de aankoop van materiaal door het betalen van een maandelijks abonnement, maar een echte kindervereniging die in staat is bijna het hele schoolleven te beheren. 

#### Transcriptie van verhalen uit de mondelinge overlevering (1927)
In 1927 schreven de leerlingen een volksverhaal, Péquénain. Vrij theater stelt kinderen in staat zich te uiten, want wie niet voor iedereen over zichzelf wil praten, doet dat via poppen.

#### Dossiers coöperatieve school (1929)
De coöperatieve schooldossiers bevatten kaarten voor grammatica, rekenen, enz. De documentatie omvat drie soorten kaarten: documentaire kaarten met precieze aanwijzingen, moederkaarten met de aanduiding van de te verwerven begrippen, en oefenkaarten met reeksen problemen en diverse oefeningen met een cijfer voor individueel werk. Het schooldossier is ingedeeld volgens de decimale methode. Het bestaat uit kaarten met teksten over uiteenlopende onderwerpen. In dit verband worden de werkzaamheden op coöperatieve wijze georganiseerd.
Freinet is tegen het tekstboek: "Het tekstboek vermoeit noodzakelijkerwijs door zijn eentonigheid. Het is gemaakt voor kinderen door volwassenen. Het is een middel om dommer te worden. Het blijft de idolatrie van het gedrukte schrift aanwakkeren. Het maakt de leerkrachten ook tot slaaf door hen te laten wennen aan het uniform uitdelen van het opgenomen materiaal aan alle kinderen. Het kind wordt al gevormd naar het denken van anderen en doodt langzaam zijn eigen denken."

#### Werkbibliotheek (1932)
De werkbibliotheek bestaat uit documentaire brochures. In het begin hielp een geleerde, Alfred Carlier, bij het maken van de brochures. De eerste was getiteld Chariots et carrosses. In 1988 verscheen het duizendste nummer van de Working Library-serie.
De werkbibliotheek moet worden georganiseerd: eerst met de lesboeken, de schoolboeken, de documentaire collecties en de woordenboeken. De indeling van de kaarten en het woordenboek door een index met nummering, de indeling is duidelijk en het zoeken naar alle documenten in het bestand gaat snel. 

#### Experimenteel vallen en opstaan (1943)
Experimenteel vallen en opstaan: het is een proces waardoor een wezen wordt opgebouwd en niet een proces dat door zichzelf wordt gerechtvaardigd en uitsluitend wordt uitgeoefend om te voldoen aan de eisen van vallen en opstaan.
Volgens Freinet leert het kind door experimenteel vallen en opstaan:
"Het gaat erom dat kinderen hun eigen hypotheses naar voren brengen, hun eigen ontdekkingen doen, uiteindelijk hun mislukkingen waarnemen en toegeven, maar ook mooie successen boeken waarvan zij zich de ware auteurs kunnen voelen. De resultaten? Een zeer sterke motivatie, een onmiddellijke betrokkenheid van elk kind, dat daardoor vertrouwen krijgt in zichzelf en in zijn mogelijkheden om zelf vooruitgang te boeken. Het belang ligt ook in het feit dat men niet uit het hoofd hoeft te leren wat door experimenteel vallen en opstaan is ontdekt; het wordt zonder moeite onthouden. [...]
Het is belangrijk het aandeel van de leraar te specificeren in wat slechts vallen en opstaan is. De rol van de leraar is dit om te zetten in een georganiseerde verspreiding. Het enige wat nodig is, is veel luisteren en een paar interventies op het juiste moment, ofwel om een interessant idee van een leerling een duwtje in de rug te geven en zo deuren te openen naar het begrip van het waargenomen verschijnsel, ofwel, maar dat is zelden mogelijk, om een koerswijziging voor te stellen als het onderzoek of de discussie vastloopt of in een echt steriele richting gaat, of om documentaire aanknopingspunten te geven om het onderzoek voort te zetten of intuïties te valideren; woordenboek, boek, internet.
Experimenteel vallen en opstaan kan worden gebruikt in de wetenschap, maar ook bij geschiedenis, aardrijkskunde en zelfs bij het leren lezen of rekenen.